# 5717 Damir
5717 Damir eller 1982 UM6 är en asteroid i huvudbältet som upptäcktes den 20 oktober 1982 av den rysk-sovjetiska astronomen Ljudmila Karatjkina vid Krims astrofysiska observatorium på Krim. Den är uppkallad efter den ryska läkaren Alim Damir (1894–1982).
Den tillhör asteroidgruppen Nysa.